# Techarí
Albums de Ojos de Brujo
Barí
(2002) Aocaná
(2009)
Techari est un album de Ojos de Brujo sorti en 2006.

## Description
Pour ce troisième album, le groupe Ojos de Brujo  associe, à un fil conducteur autour du flamenco, des rythmes et des sons divers, rumba, rock, jazz, reggae, rap, hip hop, tablas indiennes,,,,,.

## Musiciens
- Marina « la Canillas » : voix
- Ramòn Gimenez : guitare flamenco
- Xavi Turull : cajón, tabla, congas, percussions
- Panko : claviers, scratch
- Sergio Ramos : batterie, cajón
- Paco Lomeña : guitare flamenco
- Maxwell Wright : voix, percussions
- Javi Martin : basse

## Morceaux
1. : Color                        3:51
2. : Sultanas de merkaillo        3:30
3. : Todo tiende                  4:26
4. : Runalì                       4:20
5. : El confort no reconforta     3:44
6. : Tanguillos marineros         3:17
7. : Silencio                     4:11
8. : No somos màquinas            3:33
9. : Bailaores                    3:04
10. : Corre Lola corre             3:59
11. : Feedback                     3:03
12. : Piedras vs. tanques          3:17
13. : Respira                      3:15
14. : Nana                         3:57